# Krågarp

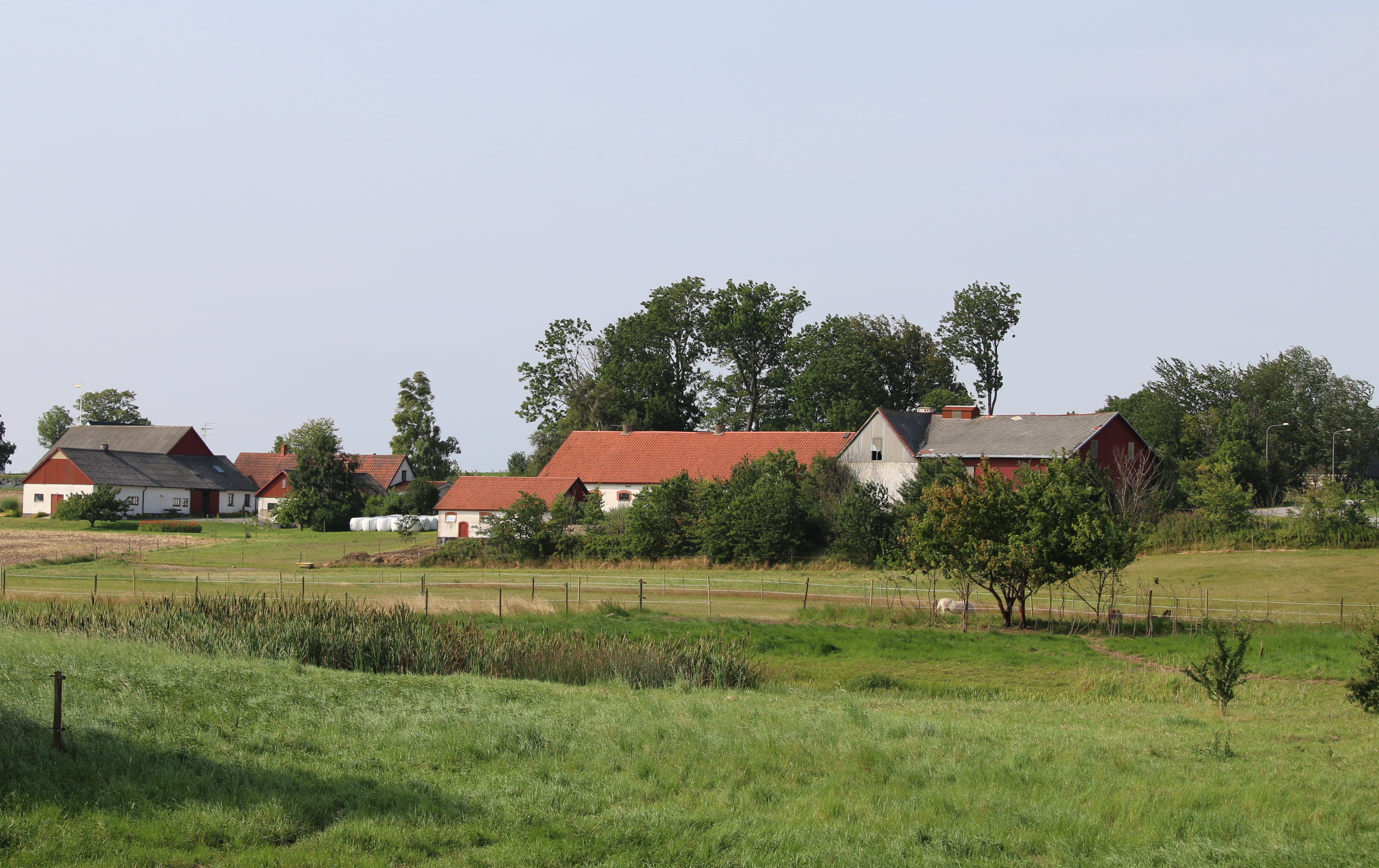
Krågarp

Krågarp är en by i Västra Nöbbelövs socken i Skurups kommun, Skåne län. Byn ligger 7 km från centralorten Skurup. Den glesa bebyggelsen längs landsvägen från Bergakorset flyter samman med Västra Nöbbelöv i söder.